# El Torito (informática)
La Especificación de CD Autoarrancable El Torito es una extensión a la especificación ISO 9660 de CD-ROM. Diseñada para permitir a una computadora arrancar desde un CD-ROM, fue lanzada por primera vez en enero de 1995 como un propósito conjunto de IBM y el fabricante de BIOS Phoenix Technologies.
Un PC BIOS moderno buscará el código de arranque en un CD ISO 9660 de acuerdo a la especificación El Torito.  Si el CD contiene código arrancable, el BIOS le asignará un número BIOS al lector de CD.  El número de unidad asignado es 80 (emulación de disco duro) o 00 (emulación de floppy) o un número arbitrario si el BIOS no puede proveer emulación.
La emulación permite que sistemas operativos antiguos arranquen desde un CD, aparentando que están arrancando desde un disco duro o un floppy.  Los sistemas operativos más recientes no requieren emulación para arrancar; todo lo que necesitan es un cargador de arranque apropiado tal como ISOLINUX.
Si se necesita arrancar desde un CD en una computadora antigua con un BIOS que no soporta El Torito se puede probar Smart Boot Manager, el cual es independiente de El Torito.

## Origen del Nombre
De acuerdo a la leyenda, la extensión El Torito a ISO 9660 para CD/DVD tuvo este nombre porque fue originalmente diseñado en un restaurante, El Torito en Irvine, California.[cita requerida]